# 大越 (唐津市)
大越（だいこし）は、佐賀県唐津市にあったスーパーマーケットである。
社長の白井努武は「日本セルフサービス協会」の副会長も務めた。

## 歴史・概要
1937年（昭和12年）9月15日に熊本市出身の白井努武が独立して創業し、1954年（昭和29年）2月9日に資本金200万円で有限会社 三越を設立した。
1957年（昭和32年）9月1日に佐賀県唐津市中町1513-5に移転してセルフサービス店に転換し、同年12月に株式会社大越に改組した。
1965年（昭和40年）5月に社屋を新築した。
地元の日常的な買い物需要に対応した品揃えと価格政策をとり、1970年代中ごろには売上構成比で食料品35.5％・衣料品31.3％で、地方都市ながら坪当りで年商300万円を超える売り場効率を上げていた。
1983年（昭和58年）3月28日にユニードと業務提携した。
1985年（昭和60年）1月末に大越百貨店を閉店し、同年にユニードが当社を完全子会社化した。
この完全子会社化時点では、リーフ大越のみを運営していた。

## 年表
- 1937年（昭和12年）9月15日[7] - 熊本市出身の白井努武が独立して創業[1]。
- 1954年（昭和29年）2月9日[3] - 資本金200万円で[1]有限会社 三越を設立[3]。
- 1957年（昭和32年）
  - 9月1日[8] - 佐賀県唐津市中町1513-5に移転して[1]セルフサービス店に転換[3]。
  - 12月 - 株式会社大越に改組した[2]。
- 1965年（昭和40年）5月に社屋を新築[1]。
- 1977年（昭和58年）3月8日 - リーフ大越開店[10]。
- 1983年（昭和58年）3月28日 - ユニードと業務提携[5]。
- 1985年（昭和60年）
  - 1月末に大越百貨店を閉店[4]。
  - ユニードが当社を完全子会社化[4]。

## かつて存在した店舗
- 大越百貨店（佐賀県唐津市中町1513-5[8]、1957年（昭和32年）9月1日開店[8] - 1985年（昭和60年）1月末閉店[4]）

地下1階・地上6階建て、売場面積2,546m2
- リーフ大越（佐賀県唐津市大名小路1-40[7]、1977年（昭和52年）3月8日開店[10]）

売場面積3,660m2